# Euclasta defamatalis
Euclasta defamatalis is een vlinder van de familie van de grasmotten (Crambidae). De wetenschappelijke naam van deze soort is voor het eerst voorgesteld als Ilurgia defamatalis door Francis Walker in een publicatie uit 1859.

## Verspreiding
De soort komt voor in Zambia, Madagaskar en India.

## Parasieten
Op Madagaskar is vastgesteld dat deze soort wordt geparasiteerd door Apanteles sphingivorus (Braconidae).